# سيفيرين أندرياس هايردال
سيفيرين أندرياس هايردال (بالنرويجية البوكمول: Severin Andreas Heyerdahl)‏ هو إشعاعاتي ‏ وطبيب نرويجي، ولد في 28 أغسطس 1870 في كريستيانية في النرويج، وتوفي في 26 يونيو 1940 في أوسلو في النرويج.